# Swiatłana Suchawiej
Swiatłana Iwanauna Suchawiej (biał. Святлана Іванаўна Сухавей, biał. Светлана Ивановна Суховей, Swietłana Iwanowna Suchowiej; ur. 28 października 1952 w Mozyrzu) – białoruska aktorka teatru dramatycznego i kina, polityk, w latach 2008–2012 deputowana do Izby Reprezentantów Zgromadzenia Narodowego Republiki Białorusi IV kadencji.

## Życiorys
Urodziła się 28 października 1952 roku w Mozyrzu, w obwodzie poleskim Białoruskiej SRR, ZSRR. Ukończyła Wszechzwiązkowy Państwowy Instytut Kinematografii, uzyskując wykształcenie aktorki teatru dramatycznego i kina. Pracowała jako kierująca mistrzyni sceny Teatru-studia aktora kinowego Narodowego Studia Kinematografii „Biełaruśfilm”. Zagrała ponad 45 ról w filmach artystycznych i serialach studiów „Biełaruśfilm”, „Mosfilm”, „Lenfilm”, „Uzbiekfilm”, Swierdłowskiego, im. A. Dowżenki, „DEFA” (NRD). Pełni funkcję przewodniczącej Białoruskiej Gildii Aktorów Kina, jest członkiem prezydium Komitetu Centralnego Białoruskiego Związku Zawodowego Pracowników Kultury, członkiem rady specjalnej fundacji prezydenta Republiki Białorusi ds. wspierania utalentowanej młodzieży.
27 października 2008 roku została deputowaną do Izby Reprezentantów Zgromadzenia Narodowego Republiki Białorusi IV kadencji z Mińskiego-Maciukowszczyńskiego Okręgu Wyborczego Nr 103. Pełniła w niej funkcję zastępczyni przewodniczącego Stałej Komisji ds. Edukacji, Kultury, Nauki i Postępu Naukowo-Technicznego. Od 13 listopada 2008 roku była członkinią Narodowej Grupy Republiki Białorusi w Unii Międzyparlamentarnej.

## Odznaczenia
- Medal Franciszka Skaryny;
- Medal Puszkina (Rosja);
- Honorowy Tytuł „Zasłużona Artystka Republiki Białorusi”[1].

## Życie prywatne
Swiatłana Suchawiej ma córkę.